# おとなのワケあり恋愛講座
『おとなのワケあり恋愛講座』（アメリカでのタイトル:Some Kind of Beautiful、イギリスでのタイトル：How to Make Love Like an Englishman）は2014年に公開されたアメリカ合衆国・イギリス合作のロマンティック・コメディ映画。監督はトム・ヴォーン、主演はピアース・ブロスナンが務めた。

## 概略
リチャード・ヘイグは大学教授の任にありながら、「これは」と思った教え子たちに次々と手を出していた。そんなある日、リチャードは恋人のケイト―彼女もまた教え子であった―から妊娠を告げられたため、責任を取るべく彼女と結婚することにした。ロサンゼルスに移住して新生活のスタートを切った2人だったが、夫婦仲はどうにも上手くいかず、ケイトの不倫をきっかけに離婚に至った。そんなリチャードが次の恋人に選んだのは、ケイトの姉、オリヴィアであった。

## キャスト
※括弧内は日本語吹替
- リチャード・ヘイグ：ピアース・ブロスナン（田中秀幸）
- ケイト：ジェシカ・アルバ（宮島依里）
- オリヴィア：サルマ・ハエック（沢海陽子）
- ゴードン：マルコム・マクダウェル（小島敏彦）
- ブライアン：ベン・マッケンジー（内野孝聡）
- ジェイク：ダンカン・ジョイナー
- シンディ：マーリー・マトリン
- アンジェラ：メリン・ダンジー
- ティム：アイヴァン・セルゲイ
- エルネスト：ロンバルト・ボイアー
- ヴィクター・ピゴット：フレッド・メラメッド
- チャド：ポール・レイ
- アラン：ロバート・メイルハウス
- スーザン・ヴェイル：サンディ・マーティン

## 製作
2013年5月、ピアース・ブロスナン、ジェシカ・アルバ、クリスティン・スコット・トーマスが本作に出演することになったと報じられた。10月7日、降板したトーマスの代わりにサルマ・ハエックが起用されるとの発表があった。17日、ベン・マッケンジーがキャスト入りした。同月、本作の主要撮影がロサンゼルスで始まった。

## 公開・マーケティング
2014年5月19日、本作の劇中写真が初めて公開された。11月6日、本作はアメリカン・フィルム・マーケットでプレミア上映された。2015年7月17日、本作のオフィシャル・トレイラーが公開された。

## 評価
本作は批評家から酷評されている。映画批評集積サイトのRotten Tomatoesには34件のレビューがあり、批評家支持率は6%、平均点は10点満点で3.25点となっている。サイト側による批評家の見解の要約は「ピアース・ブロスナンから魅力が消え失せ、ただの屑男になっている。『おとなのワケあり恋愛講座』はロマンティック・コメディ映画には間違いないが、傑作とはほど遠い出来映えである。」となっている。また、Metacriticには9件のレビューがあり、加重平均値は11/100となっている。